# Anonymous (film)
Pour les articles homonymes, voir Anonymous.
Pour plus de détails, voir Fiche technique et Distribution.
Anonymous est un drame historique germano-britannique coproduit et réalisé par Roland Emmerich et sorti en 2011. Le film prend parti dans la controverse, aujourd'hui considérée comme marginale, sur la paternité des œuvres de William Shakespeare.

## Synopsis
Édouard de Vere, 17e comte d'Oxford, est peint comme le véritable auteur de toutes les pièces de William Shakespeare, alors qu'un conflit oppose le clan Tudor et le clan Cecil pour la succession d'Élisabeth Ire d'Angleterre.

## Fiche technique
- Titre original et français : Anonymous
- Titre québécois : Anonyme[1]
- Réalisation : Roland Emmerich
- Scénario : John Orloff
- Décors : Sebastian T. Krawinkel
- Costumes : Lisy Christl
- Photographie : Anna Foerster
- Montage : Peter R. Adam
- Musique : Harald Kloser et Thomas Wanker
- Production : Roland Emmerich, Larry J. Franco et Robert Leger
- Sociétés de production : Anonymous Pictures, Centropolis Entertainment, Relativity Media et Studio Babelsberg Motion Pictures
- Distribution : Columbia Pictures (États-Unis) ; Sony Pictures Releasing France (France)
- Budget : 30 millions d'euros[2]
- Pays de production :  Allemagne,  Royaume-Uni,  États-Unis
- Langue originale : anglais
- Genre : drame historique
- Durée : 130 minutes
- Dates de sortie[1] :
  - Canada : 11 septembre 2011 (festival de Toronto)
  - États-Unis, Québec, Royaume-Uni : 28 octobre 2011
  - Allemagne : 10 novembre 2011
  - France : 4 janvier 2012
  - Belgique : 1er février 2012

## Distribution
- Rhys Ifans (VF : Christian Gonon) : Édouard de Vere
- Jamie Campbell Bower (VF : Benjamin Jungers) : Édouard de Vere jeune
- David Thewlis (VF : Patrick Bonnel) : William Cecil
- Vanessa Redgrave (VF : Nadine Alari) : Élisabeth Ire d'Angleterre
- Joely Richardson (VF : Laurence Dourlens) : Élisabeth jeune
- Edward Hogg (VF : Arnaud Bedouet) : Robert Cecil
- Xavier Samuel (VF : Jean-Christophe Dollé) : Henry Wriothesley, 3e comte de Southampton
- Sam Reid (VF : Samuel Labarthe) : Robert Devereux (2e comte d'Essex)
- Julian Bleach (VF : Serge Biavan) : Sir Richard Pole
- Tony Way (VF : Pierre Forest) : Thomas Nashe
- Robert Emms : Thomas Dekker
- Derek Jacobi (VF : Jean-Pierre Leroux) : le narrateur
- Rafe Spall (VF : Lionel Tua) : William Shakespeare
- Vicky Krieps : Bessie Vavasour
- Sebastian Armesto : Benjamin Jonson
- Trystan Gravelle (VF : Sébastien Desjours) : Christopher Marlowe
- Helen Baxendale (VF : Odile Cohen) : Anne de Vere
- Ned Dennehy (VF : Vincent Violette) : l'Interrogateur
- Mark Rylance : Condell
- Alex Hassell : Spencer

## Production
Ce long-métrage est le premier de son réalisateur tourné en Allemagne depuis qu'il l'a quittée vingt ans plus tôt pour Hollywood. Avec un budget de trente millions d’euros, bien moindre que celui des grosses productions comme 2012 le film, intitulé au début du projet Soul of the Age  a été conjointement produit par Centropolis et le studio allemand Babelsberg. Le tournage s’est déroulé à partir de mars 2010 avec une distribution exclusivement britannique.
On y notera la présence de Derek Jacobi, narrateur du film. En effet, le comédien fait partie des artistes partisans de la théorie défendue par le synopsis et selon laquelle Shakespeare n’est pas l’auteur véritable de plusieurs de ses pièces, notamment des plus célèbres.

## Bande originale
Par Harald Kloser et Thomas Wanker :
- She Had Your Child.
- The Succession.
- Edward's Breakdown.
- Hamlet in the Rain.
- Soul of the Age.
- You Stay in England.
- God Save the Queen.
- Play After Play.
- The Voices.
- Arrest Them.
- Edward's Theme.
- Words Will Prevail.
- Bedding the Queen.
- Bursting In.
- William Shake-Speare.
- It's a Trap.
- Day of the Play.
- Will's Triumph.
- The Other One.

## Sortie et accueil

### Date de sortie
Anonymous est présenté le 11 septembre 2011 au Festival international du film de Toronto, dans la catégorie « Special Presentations ».
Il sort le 28 octobre 2011 au Royaume-Uni, ainsi qu'au Québec sous le titre Anonyme, et le 11 novembre 2011 au Allemagne sous le titre Anonymus. Quant aux côtés francophone, il se lance le 4 janvier 2012 en France et le 1er février 2012 en Belgique.

### Accueil critique
Le film Anonymous a fait l'objet, avant même sa sortie, de nombreuses critiques concernant ses inexactitudes ou approximations historiques, son parti pris (renforcé par la participation au projet d'ardents défenseurs de la thèse défendue dans le long-métrage) et ses sources, parfois fantaisistes. La version anglaise de Wikipedia reprend en détail ces différentes polémiques, néanmoins un article, publié le 4 novembre 2011 par James Shapiro dans le quotidien anglais The Guardian, résume, à lui seul, la plupart des points de divergence et de controverse  et démontre, semble-t-il, que Anonymous, au même titre que Shakespeare in Love, est avant tout une œuvre de fiction, sans lien objectif avec la réalité historique.